# Amathia delicatula
Amathia delicatula is een mosdiertjessoort uit de familie van de Vesiculariidae. De wetenschappelijke naam van de soort is voor het eerst geldig gepubliceerd in 2010 door Javier Souto, Eugenio Fernández-Pulpeiro en Oscar Reverter-Gil.